# Carli Lloydová
Carli Lloydová, celým jménem Carli Anne Lloyd Hollins (* 16. června 1982, Delran Township, New Jersey, USA) je bývalá americká fotbalistka.

## Kariéra
Je oporou amerického fotbalového týmu žen, získala dvě zlaté medaile z olympijských her, byla jmenována vítězkou mistrovství světa ve fotbale žen, fotbalistkou roku 2015 a 2016. V současnosti (2017) hraje za tým Houston Dash americkou národní fotbalovou ligu ženského fotbalu (National Women's Soccer League) a za národní tým USA. Nejčastěji nastupuje na pozici středního záložníka. Reprezentovala Spojené státy americké již na několika mistrovství světa. V roce 2007 napomohla Spojeným státům americkým k zisku bronzové medaile. V roce 2011 ke stříbrné medaile a pomohla i v roce 2015, kdy ve finále proti Japonsku vstřelila hattrick (její třetí gól byl z poloviny hřiště).